# Россошенский
Россошенский — посёлок в Краснозоренском районе Орловской области России. 
Административный центр Россошенского сельского поселения в рамках организации местного самоуправления и центр Россошенского сельсовета в рамках административно-территориального устройства.

## География
Расположен на юго-западной границе райцентра, посёлка Красная Заря, в 111 км к востоку от центра города Орёл.

## Население
| 2002 | 2010 |
| ---- | ---- |
| 723  | ↘645 |

Согласно результатам переписи 2002 года, в национальной структуре населения русские составляли 96 % от жителей.